# Eothenomys
Eothenomys är ett släkte av däggdjur som ingår i familjen hamsterartade gnagare.

## Beskrivning
De flesta arterna av släktet förekommer i Kina och vissa arter lever även i andra delar av sydöstra Asien. Habitatet utgörs av bergsängar i bergstrakter som är 1800 till 4400 meter höga.
Individerna når en kroppslängd (huvud och bål) av 9 till 13 cm och en svanslängd av 3 till 5,5 cm. Ett exemplar av arten Eothenomys melanogaster vägde 27 gram. Den korta och släta pälsen har på ryggen en rödbrun färg med undersidan är blågrå. I solljus kan pälsen skimra som metall. Även svansen är täckt av korta styva hår och vid spetsen finns en liten tofs. Ungarna föds med svart päls.
Dessa sorkar gräver tunnlar i marken och de kan vara aktiva vid alla dagstider. Beroende på art vistas de mer eller mindre utanför boet. Honor kan troligen para sig hela året och per kull föds en till tre ungar.

## Taxonomi
Arter enligt Catalogue of Life:
- Eothenomys chinensis
- Eothenomys custos
- Eothenomys eva
- Eothenomys inez
- Eothenomys melanogaster
- Eothenomys olitor
- Eothenomys proditor
- Eothenomys regulus
- Eothenomys shanseius

Nyare taxonomiska avhandlingar och IUCN listar Eothenomys eva och Eothenomys inez i ett nytt släkte, Caryomys. Eothenomys regulus och Eothenomys shanseius listas av samma källor i släktet skogssorkar. Dessutom fick släktet Eothenomys tre nya arter.
- Eothenomys cachinus
- Eothenomys miletus
- Eothenomys wardi